# Epicoma zelotina
Epicoma zelotina är en fjärilsart som beskrevs av Embrik Strand 1929. Epicoma zelotina ingår i släktet Epicoma och familjen tandspinnare. Inga underarter finns listade i Catalogue of Life.